# Gra Rueb
Gerharda Johanna Wilhelmina Rueb, conocida como Gra Rueb,  (Breda,4 de septiembre de  1885 -La Haya,26 de diciembre de 1972) fue una escultora de los Países Bajos .

## Datos biográficos
Era hija de John Gerhard Rueb, director de la Machinefabriek Breda y de Johanna Pels Rijcken. En 1911 se trasladó a La Haya, donde recibió clases del escultor Toon Dupuis. Más tarde fue aprendiz con Antoine Bourdelle en París. De vuelta en el Países Bajos, se instaló en La Haya. Dentro de su práctica habitual se incluyeron esculturas, bajorrelieves, relieves de medallas, y obras en  cerámica con el tema de animales para la fábrica de cerámica de Goedewaagen.
Realizó el monumento en memoria de F.C.W.H. baron van Tuyll van Serooskerken (1851-1924), primer miembro del COI neerlandés. Fue controvertido después de la Segunda Guerra Mundial porque algunas personas lo asocian con el saludo de Hitler en los Juegos Olímpicos de 1936. Sin embargo, fue instalado durante los Juegos Olímpicos de Verano de 1928.
Después de la muerte de la reina madre neerlandesa Emma  en 1934, Rueb hizo una placa que fue colocada en Assen. El diseño de yeso de la pieza fue donado al Museo de Orange-Nassau (Sociedad Histórica de Orange-Nassau) y se exhibe en el Palacio Het Loo. En 2007, el proyecto fue utilizado para una medalla que fue emitida por la Casa de la Moneda Real neerlandesa.
Rueb fue premiada en varias ocasiones. Recibió una medalla de plata en la exposición que se celebra cada años en Róterdam (1917), una medalla de bronce en la exposición de aniversario del Stedelijk Museum (1923) y una medalla de bronce en la exhibición Olímpicos de Ámsterdam (1928).

## Obras (selección)
Entre las mejores y más conocidas obras de Gra Rueb se incluyen las siguientes:
Ámsterdam
- Monumento de Tuyll van Serooskerken (1928),  Estadio Olímpico

Arnhem
- Monumento al dr. HJ Lovinck (1941),  Apeldoornseweg / Plaza Sickesz

Assen
- Placa a la reina madre Emma (1934), Emmastraat

Bandung, Indonesia,
- Monumento HC Verbraak (1926), Parque de las Molucas

Breda
- Turfschipper (1926). Esta estatua fue retirada en 2004, y fue reubicada en el Museo de Breda.  Una réplica de bronce se encuentra en el Stadserf.

La Haya
- Relieves de los proverbios de los animales (?), Prinsessegracht en el Puente del zoológico
- Relieves con los temas del azúcar, té, arroz y café (?), Puente de Java, cerca de la Koningskade
- Kat (1939), Beeldenroute en el parque Zuider
- Vrouw -Mujer (1941), Johanna Naberweg
- Hert (1957), esquina avenida Johan de Witt / av. Willem Lodewijk

Driehuis
- Monumento y urna a Victor Gerritsen  & Aletta Jacobs (1930), Westerveld

Gouda
- Sin título (1961) relieve ,  Boel Kade

Róterdam
- Bustos de la reina Guillermina y el príncipe Enrique (1919) en el Ayuntamiento.

Haarlem
- Hans Brinker (1950), en Woerdersluis, Spaarndam

Utrecht
- Busto de Evert Cornelis, Centro Musical Vredenburg

Voorschoten
- Monumento a la Guerra (1948), Koningin Julianalaan / Viveenpad

## Galería

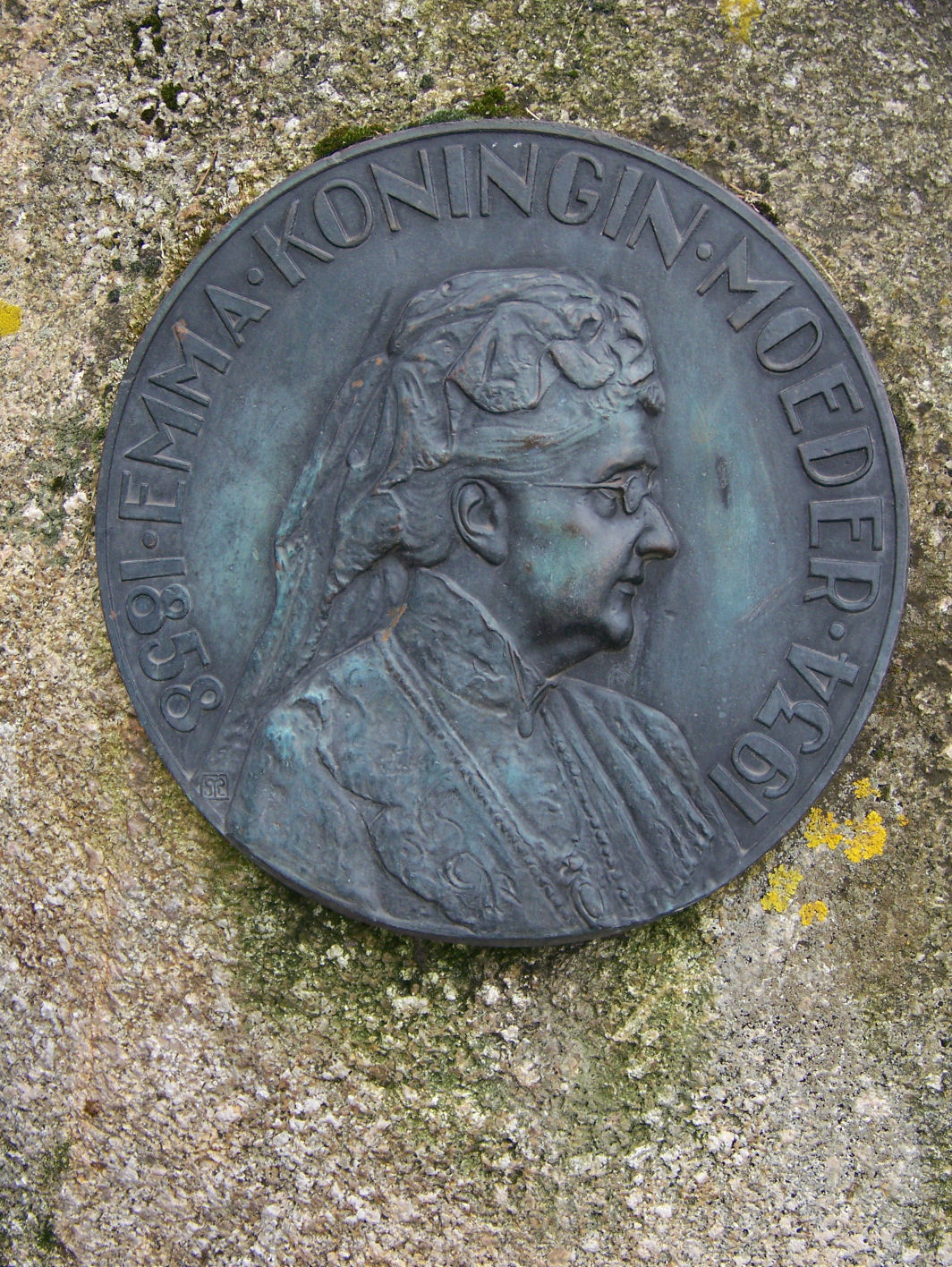
Retrato de la reina-Madre Emma
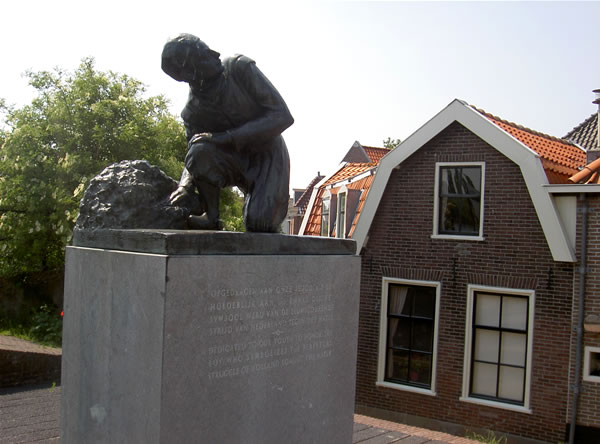
Hans Brinker
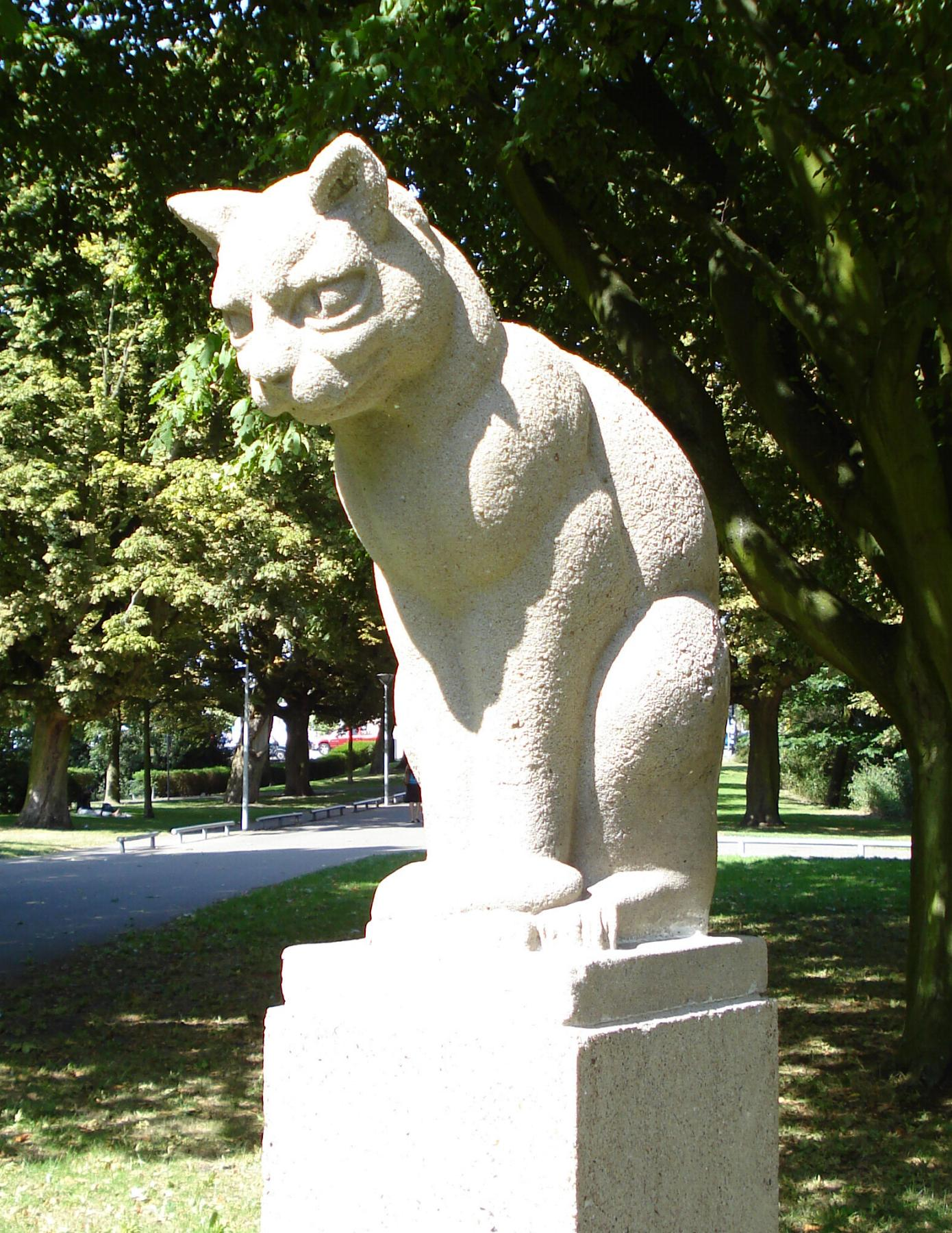
Gato -Kat
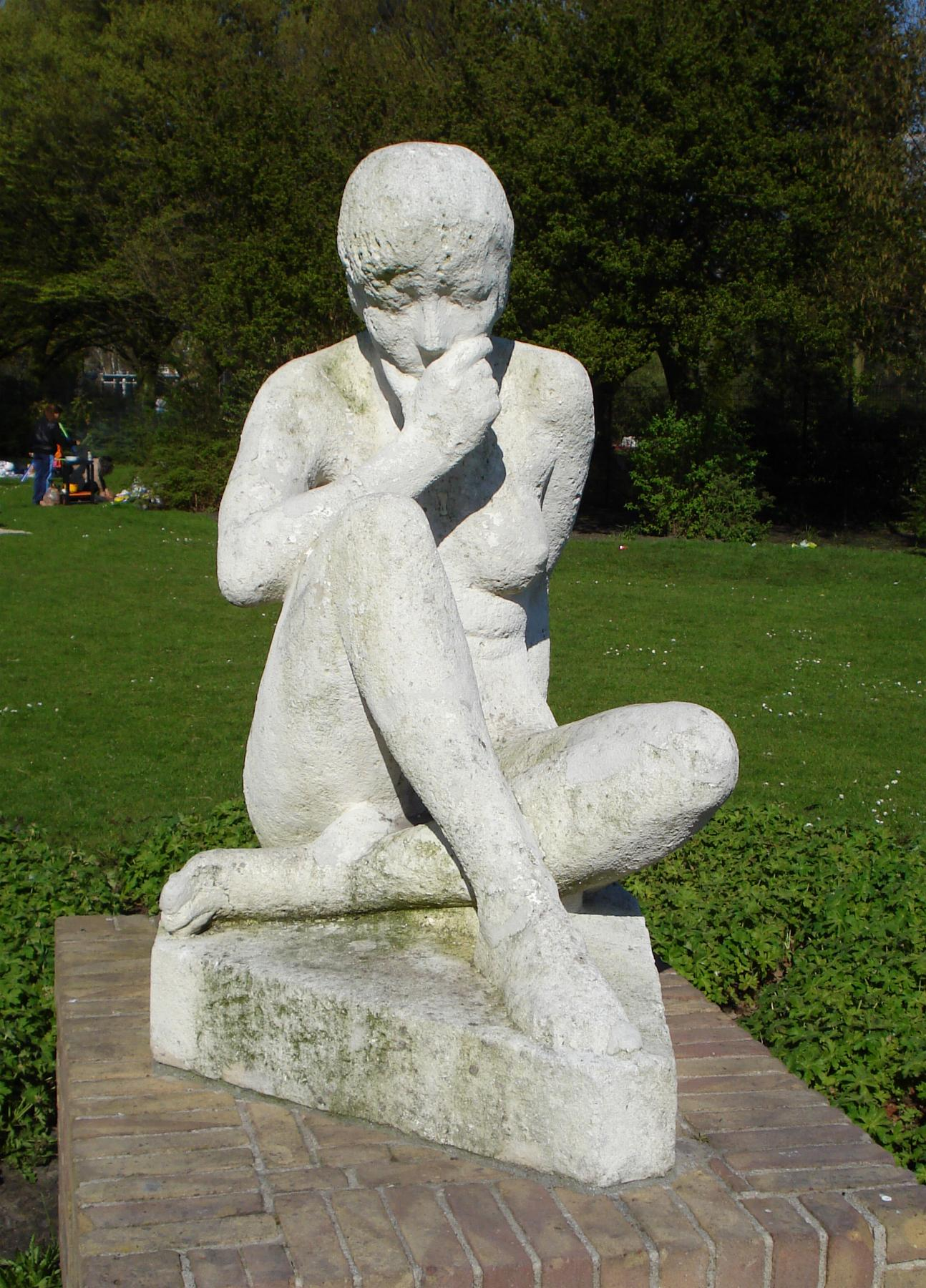
Mujer en La Haya
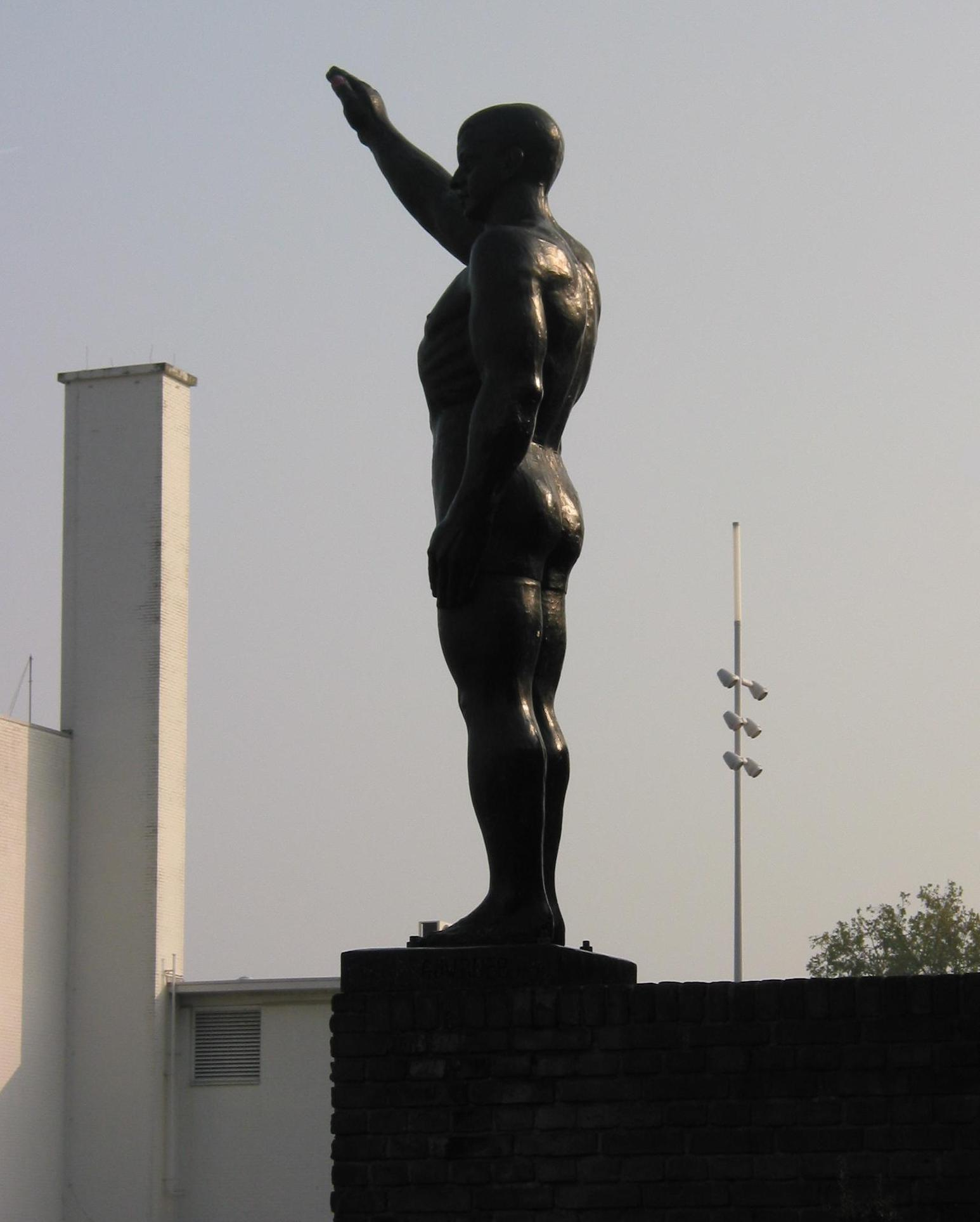
Monumento de Tuyll van Serooskerken
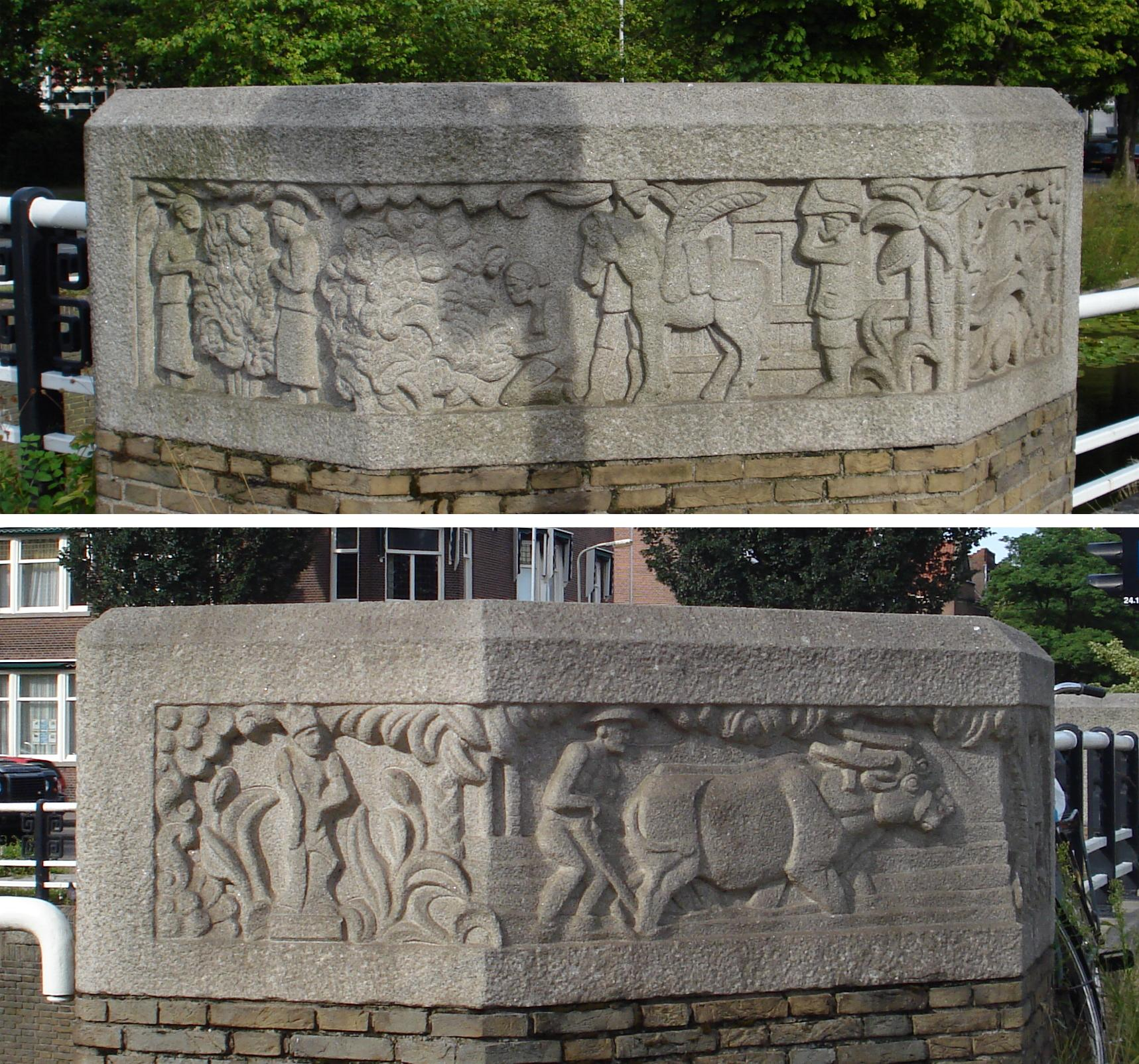
Relieves del azúcar
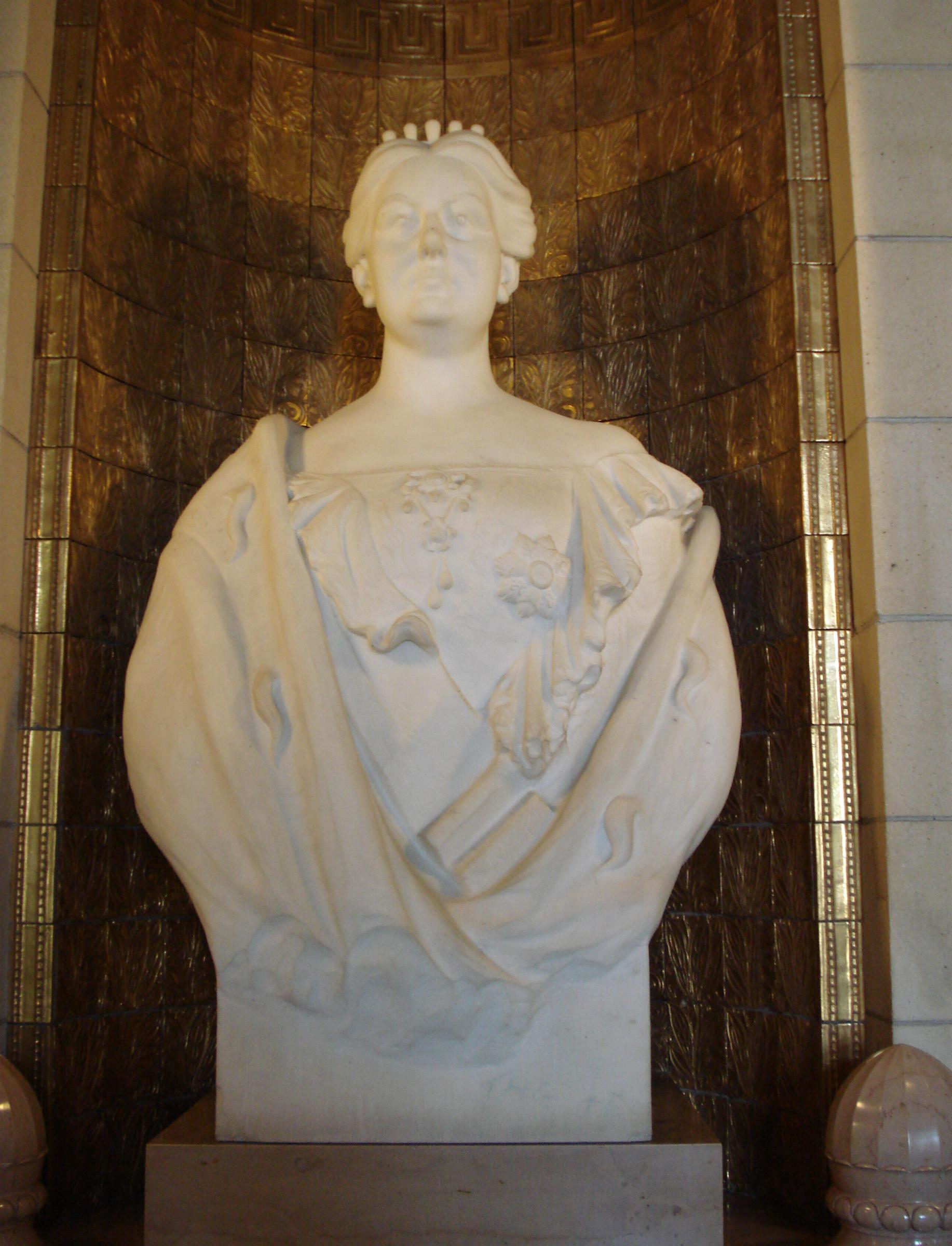
Guillermina
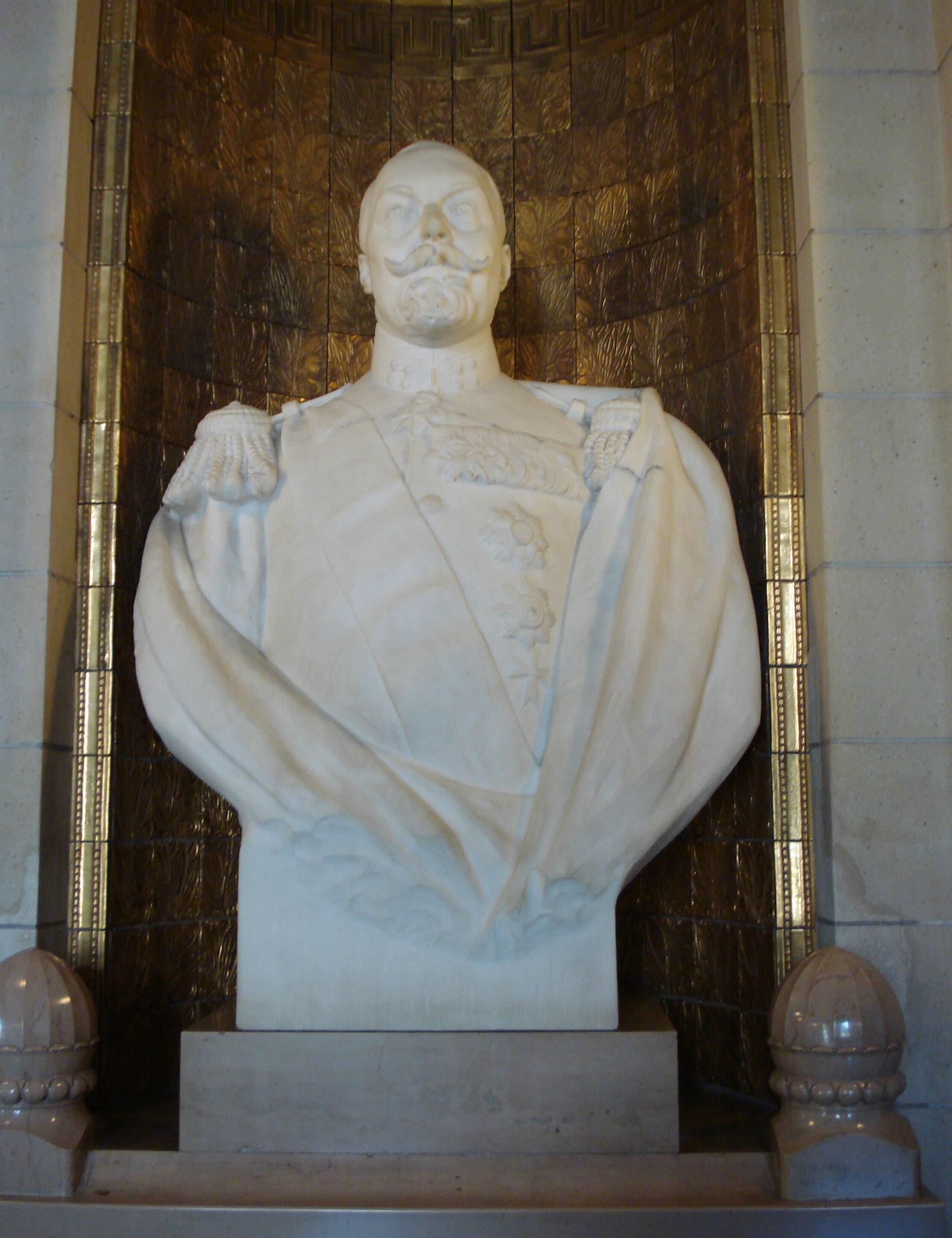
el príncipe Enrique
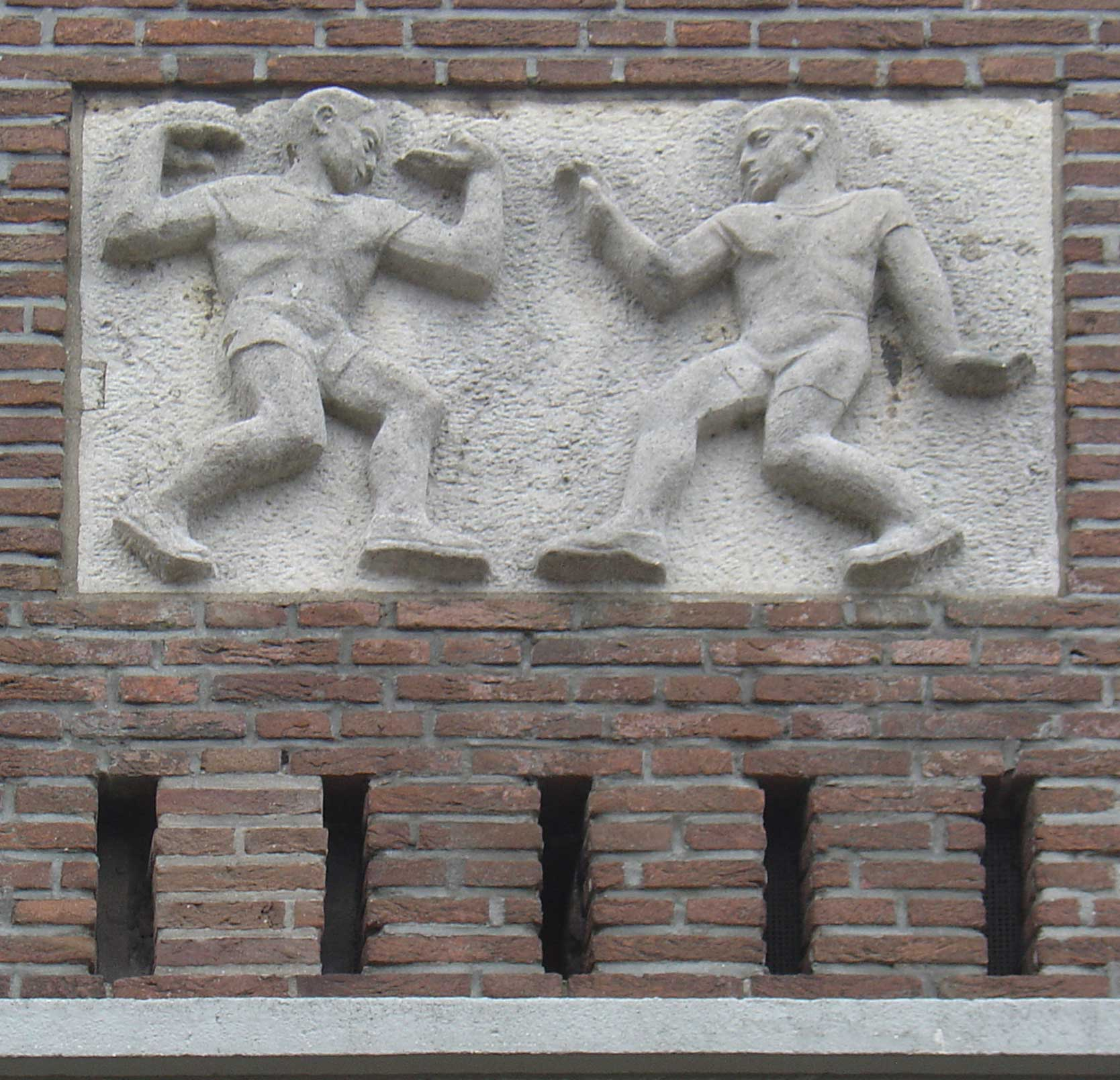
Sin título